# عبد الله بن سعود بن عبد الله آل سعود
عبد الله بن سعود بن عبد الله بن آل سعود، اشتهر (بعبد الله بن صنيتان) نسبة إلى جده عبد الله الملقب بصنيتان، حيث غلب هذا اللقب على ذريته من بعده، كان ضمن أسرة آل سعود الذين انتقلوا من الرياض مع الإمام عبدالرحمن بن فيصل سنة 1308هـ / 1890 م، شارك مع الملك عبدالعزيز ال سعود في محاولة استرداد الرياض عام 1318هـ/ 1901 م إبان معركة الصريف، كما كان ضمن الرجال الذين خرجوا مع الملك عبدالعزيز من الكويت عام 1319 هـ /1901 / 1902 م إلى الرياض لاستردادها. من الرماة المعروفين من آل سعود ويعد من ضمن الرجال الذين أبقاهم الملك عبد العزيز في بستان قرب بوابة الظهيرة خارج سور الرياض بقيادة أخيه الأمير محمد بن عبدالرحمن وعددهم ثلاثة وثلاثون رجلاً ثم استدعاهم للمساندة في اقتحام حصن المصمك. وحضر عددا من حملات ومعارك توحيد المملكة العربية السعودية.

## اسمه ونشاته
هو الأمير عبد الله بن سعود بن عبد الله بن إبراهيم بن عبد الله بن محمد بن سعود بن محمد بن مقرن بن مرخان بن إبراهيم بن موسى بن ربيعة المريدي ولد في منطقة الرياض عام 1290هـ  وعاش فتره وجيزة وانتقل مع افراد عائلته إلى الكويت.

## المشاركة في توحيد المملكة العربية السعودية
شارك الأمير عبد الله بن سعود الملك عبدالعزيز في حروب عدة من أجل توحيد المملكة، وأن يكون مكلفًا من الملك بمهام حربية أخرى مثل: البقاء بقوات في الرياض للدفاع عتها، أو البقاء بقوات في المناطق حديثة الدخول في حكم الملك عبدالعزيز؛ حتى يثبت الحكم فيها، أو البقاء على رأس قوة تكون داعمة ومساندة للملك عبد العزيز حال أحتاج العون الحربي، ومن أهم الحروب التي شارك فيها الأمير عبد الله 
- معركة الصريف.
- معركة فتح الرياض 1319هـ/1902م حيث كان مع الأمير محمد بن عبد الرحمن بن فيصل آل سعود قائدا لمجموعة من ثلاثة وثلاثين رجلاً.
- معركة الدلم 1903م.
- معركة البكيرية 1322 /1904.
- معركة الشنانة 1322 / 1904.
- معركة روضة مهنا 1907.
- معركة جو لبن 1903.
- معركة الطرفية 1325 / 1907 وانتهيت بانتصار الجيش السعودي واستشهد وكان معه الأمير سعود بن محمد آل سعود.

## وفاته
توفى في معركة الطرفية عام 1325. 